# Dictyocephalos
Dictyocephalos es un género de hongos en la familia Phelloriniaceae del orden Agaricales. El género es monotípico, su única especie es Dictyocephalos attenuatus, descrita por el botánico norteamericano Lucien Marcus Underwood en 1901 (como D. curvatus).